# Hòa Hảo
El movimiento Hòa Hảo es una tradición religiosa basada en el budismo, fundada en 1939 por Huỳnh Phú Sổ, un profeta y místico originario de la Provincia de An Giang, ubicada en la región del Delta del río Mekong, en Vietnam del Sur.  Sus seguidores consideran a Sổ como un profeta y un Buda viviente, destinado a salvar a la humanidad del sufrimiento y proteger al pueblo vietnamita. La tradición Hòa Hảo es una continuación de la enseñanza budista del siglo XIX conocida como Bửu Sơn Kỳ Hương.
Una característica importante del movimiento Hòa Hảo es su énfasis en los campesinos, ejemplificado en el viejo eslogan: "Practica el budismo mientras trabajas la tierra". Hòa Hảo también enfatiza la práctica del budismo por parte de los laicos en el hogar, en lugar de centrarse principalmente en la adoración y la ordenación en el templo.  Se alienta la ayuda a los pobres en lugar de construir pagodas y celebrar rituales caros y lujosos. En 1939, Huỳnh escribió cuatro volúmenes cortos conocidos como "oráculos" en un estilo poético simple y accesible, en los que desarrolla las bases y el fundamento de su doctrina religiosa. El movimiento religioso fundado por Huỳnh Phú Sổ sobrevivió a la muerte de su fundador. Actualmente el movimiento Hòa Hảo tiene varios millones de seguidores en todo el Mundo.